# Skočický hrad
Skočický hrad je přírodní rezervace ev. č. 975 nacházející se poblíž obce Skočice v okrese Strakonice. Důvodem ochrany je komplex relativně velmi přirozené lesní vegetace ve vrcholové části vrchu Hrad. Na této lokalitě se jako na jediné v okrese Strakonice zachoval přirozený porost květnaté bučiny. Cenné přirozené lesní porosty pokrývají západní vrcholovou část (včetně prostoru prehistorického hradiště) a východní kulminační část. Ploché hřbety a mírnější jižně orientované svahy obou vrcholů jsou kryté převážně listnatými porosty s převahou buku, které mají charakter acidofilních bučin až bukových doubrav s přechody ke květnatým bučinám. Oblast spravuje Agentura ochrany přírody a krajiny ČR.
Na úpatí skalních stupňů a balvanitých sutí jsou vytvořeny netypické a plošně nepatrné fragmenty suťového lesa. Na jihozápadním strmém srázu západního vrcholu je dochován fragment acidofilního reliktního boru. Ze vzácnějších druhů rostlin se zde vyskytuje např. sasanka pryskyřníkovitá, vikev hrachovitá, hrachor černý, zimostrázek alpský, samorostlík klasnatý, lilie zlatohlavá, jilm horský, růže alpská a další. Lokalita je významná i výskytem některých chráněných živočichů z říše hmyzu či ptactva.

## Lokalita

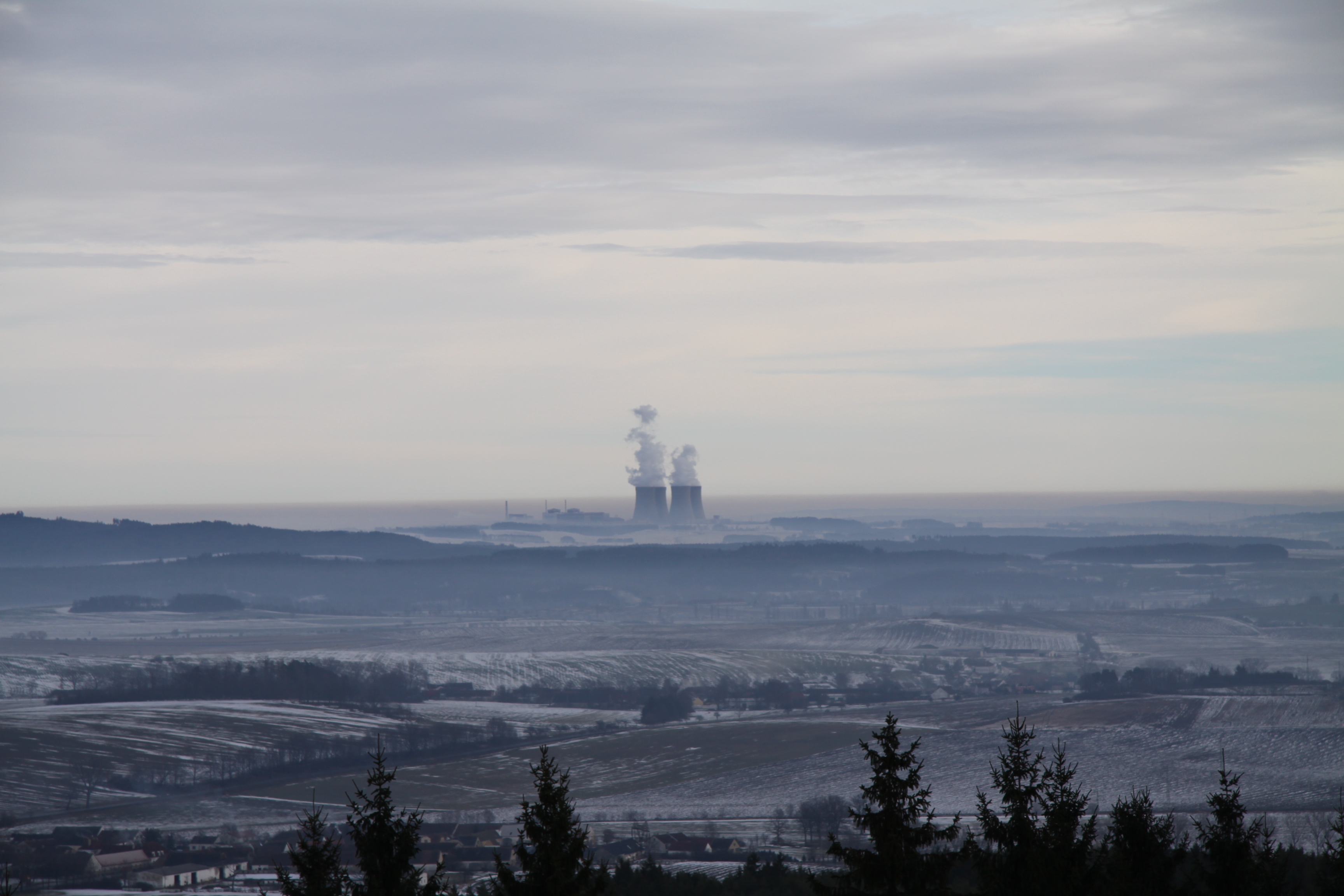
Pohled na jadernou elektrárnu Temelín při výstupu na vrch Hrad

Z větší části zalesněný kopec Hrad (667 metrů), na jehož vrcholové partii se chráněné území nachází, leží mezi Skočicemi na severu, Pivkovicemi na západě, Krašlovicemi na východě a Sviněticemi na jihu. Území leží zhruba 1,5 km jihozápadně od obce Skočice. Samotný vrchol je tvořen sedlem propojeným dvouvrcholem (vyšší a užší vrch Hrad a širší nižší vrch Kolo) táhnoucím se západo-východním směrem. Pojmenování vrchu Kolo jenž je vysoký 664 metrů, je neoficiální a někdy je vrch přezdíván taktéž jako Markomanské kolo, Vidice či Lány. Tento západní vrchol je protažený jižním směrem a oproti východnímu vrcholu je více skalnatý. Na vrchu Kolo se nachází zbytky pravěkého hradiště a místo zvané Šumavská vyhlídka, ze které je vidět na Šumavu a vrchy Boubín, Bobík a Libín. Nicméně výhled do krajiny každoročně snižuje vyrůstající porost, který výhled postupně zakrývá. Druhým směrem je při výstupu na kopec výhled na jadernou elektrárnu Temelín.

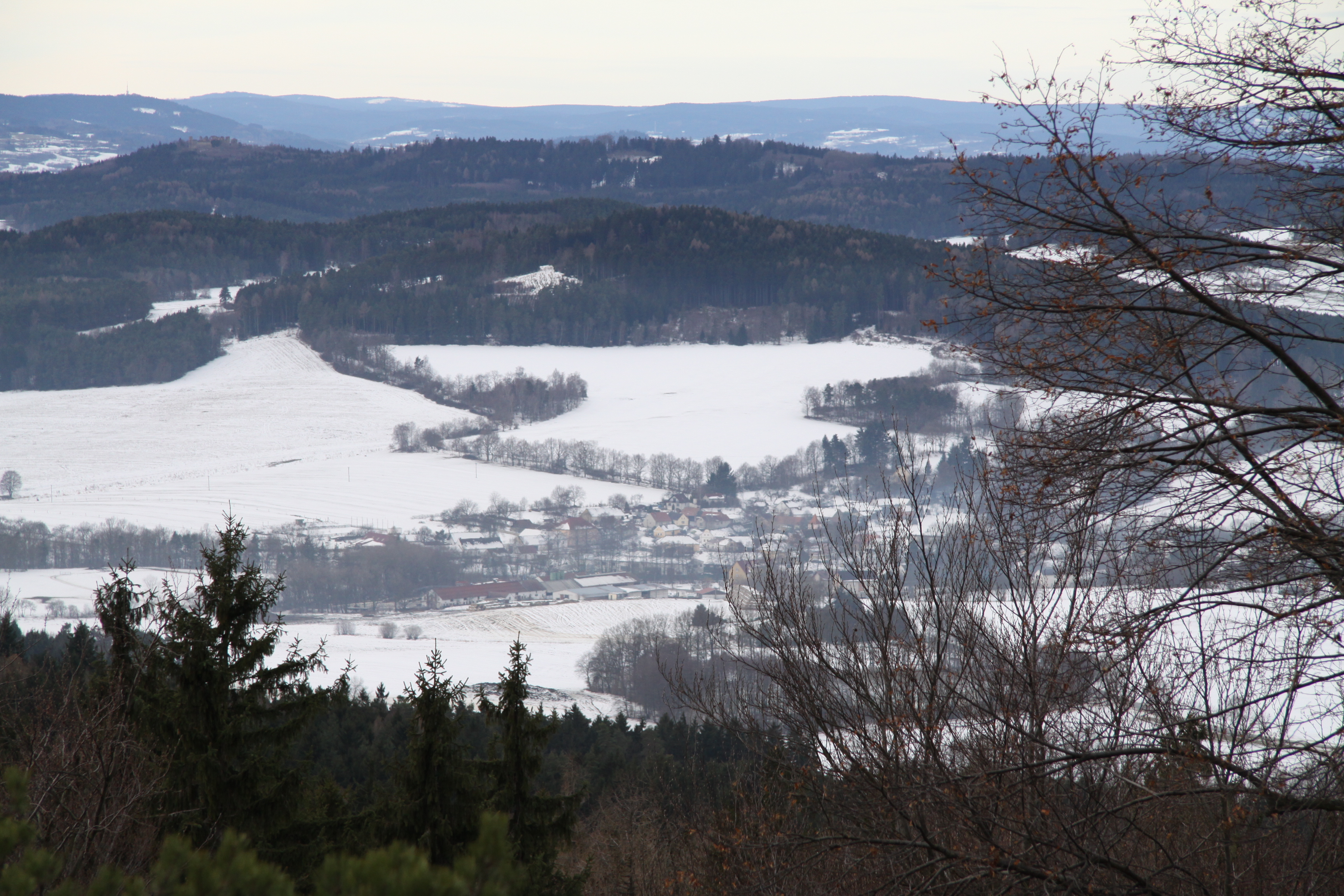
Ze Šumavské vyhlídky je možno spatřit, jak obec Bílsko, tak i šumavské vrchy

Chráněné území se rozkládá v nadmořské výšce 588 až 667 metrů na ploše 30,56 hektaru. Okolo území se rozkládá 50metrové ochranné pásmo. Nejvyšší bod chráněného území leží na vrchu Hrad v nadmořské výšce 667,2 m n. m. a nejnižší bod se nachází v jihozápadním cípu území u lesní cesty.

## Historie

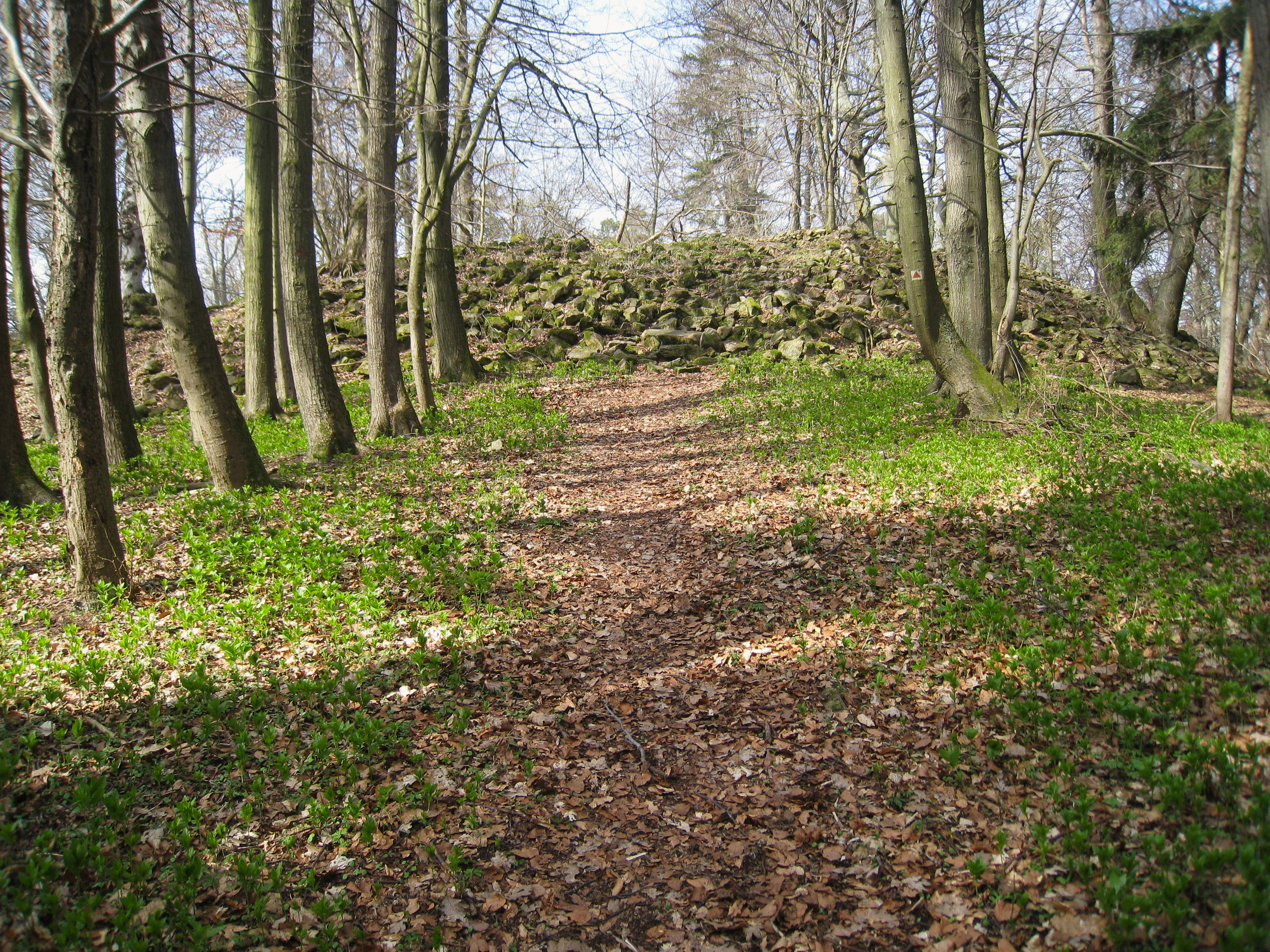
Kamenný val na vrcholku vrchu Kolo je snadno viditelný pozůstatek dřívějšího pravěkého osídlení a dřívějšího hradiště

Na území rezervace se ve starší době bronzové a v době halštatské nacházelo hradiště označované jako Skočický hrad. V roce 1940 byl pod skalní stěnou nazývanou Knížecí kámen učiněn nález 27 bronzových žeber. V tomto místě se ve skalní stěně nacházela trojice malých jeskyní, které byly využívány lesníky a myslivci jako úkryt před rozmary počasí. Když došlo ke skalnímu zřícení a zasypání jedné z jeskyň, byl učiněn objev zmiňovaných žeber během vyklízení napadaných kamenů. Jiný zdroj uvádí, že k objevu došlo během lámání kamene, tedy při těžbě. Část bronzových žeber je uložena v Prácheňském muzeu v Písku, v muzeu v Protivíně a v Národním muzeu v Praze. Nález pazourků z roku 1889 poblíž obce Skočice dokazuje, že okolí Hradu bylo osídleno již v době kamenné.

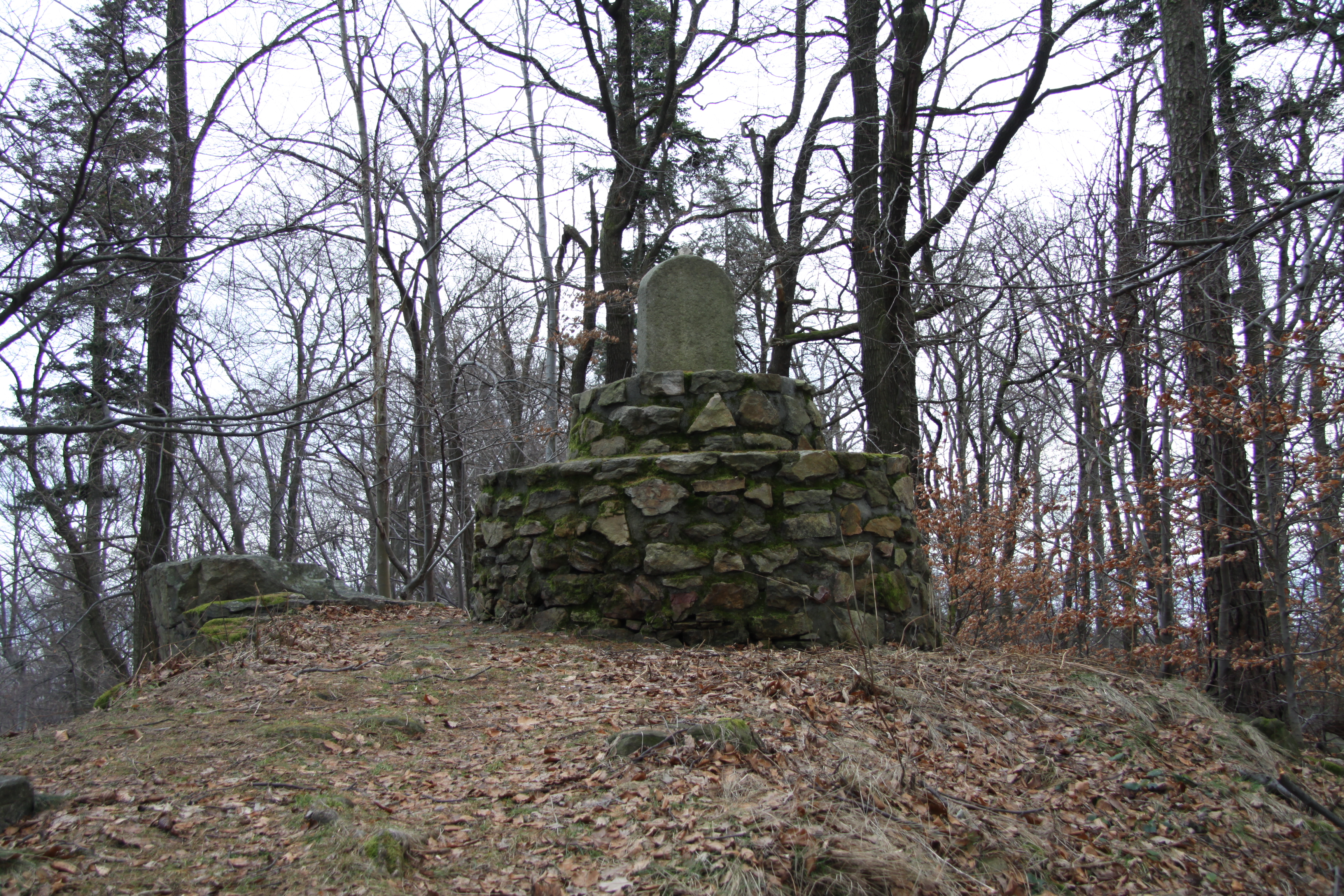
Hraniční kámen na vrchu Hradu

Na vyšším vrcholku Hradu se nachází památník v podobě kamenu, na kterém je vytesán částečně dochovaný nápis. O jeho původu a staří se vedou spory. Dle jednoho výkladu nese památník nápis „J. F. ZU SWARZENBERG ALHIE GEWESEN 27. JUNI 1795“ (možný překlad „J. kníže ze Swarzenbergu zde byl 27. června 1795“) a jeho původ by tedy byl spojen s návštěvou Josefa, knížete ze Schwarzenbergu, na tomto místě v roce 1795. Nicméně existuje i alternativní výklad nápisu a jeho stáří (1705), který zní „J. F. ZU SCHWARZEN BERG ALLE WEGE WESEN 27 JUNI 1705“ a vyrytými iniciály „JD“ a „JF“ (možný překlad „NA ČERNÉM KOPCI VŠECHNY CESTY ZBUDOVÁNY 27. ČERVNA 1705“). V roce 2004 byl objeven další kámen zakopaný pod tímto hraničním kamenem. Tento nově objevený kámen má vyrytý lem, je vytvořen z jiného materiálu a pravděpodobně starší než ten, který se nachází nad ním. Nicméně v celém okolí vrchu Hrad se nachází množství dalších menších hraničních kamenů různého stáří. V oblasti Šumavské vyhlídky se dříve nacházela dřevěná rozhledna.
Chráněné území bylo zřízeno vyhláškou Okresního národního výboru Strakonic ze dne 14. listopadu 1985 s platností od 1. prosince 1985. Tehdy bylo území vyhlášeno jako chráněný přírodní výtvor o celkové výměře 3,34 ha. V této vyhlášce se píše o lokalitě jako o „zbytku původního listnatého lesa s převahou buku na vrcholu Skočického vrchu“. S účinností od 1. února 1992 došlo vyhláškou Okresního úřadu ve Strakonicích k rozšíření chráněného území na současných 29 ha s ohledem na další cenné porosty v okolí (nicméně plán péče pro roky 2008 až 2017 uvádí výměru 30,62 ha). Na základě vyhlášky Ministerstva životního prostředí České republiky ze dne 13. srpna 1992 došlo k přeřazení území z chráněného přírodního výtvoru na přírodní rezervaci. Roku 1991 byl zpracován pro lokalitu inventarizační průzkum, načež následovalo zpracování Plánu péče na roky 1998 až 2007 a pak Plánu péče na roky 2008 až 2017.

## Přírodní poměry

### Geologie a geomorfologie

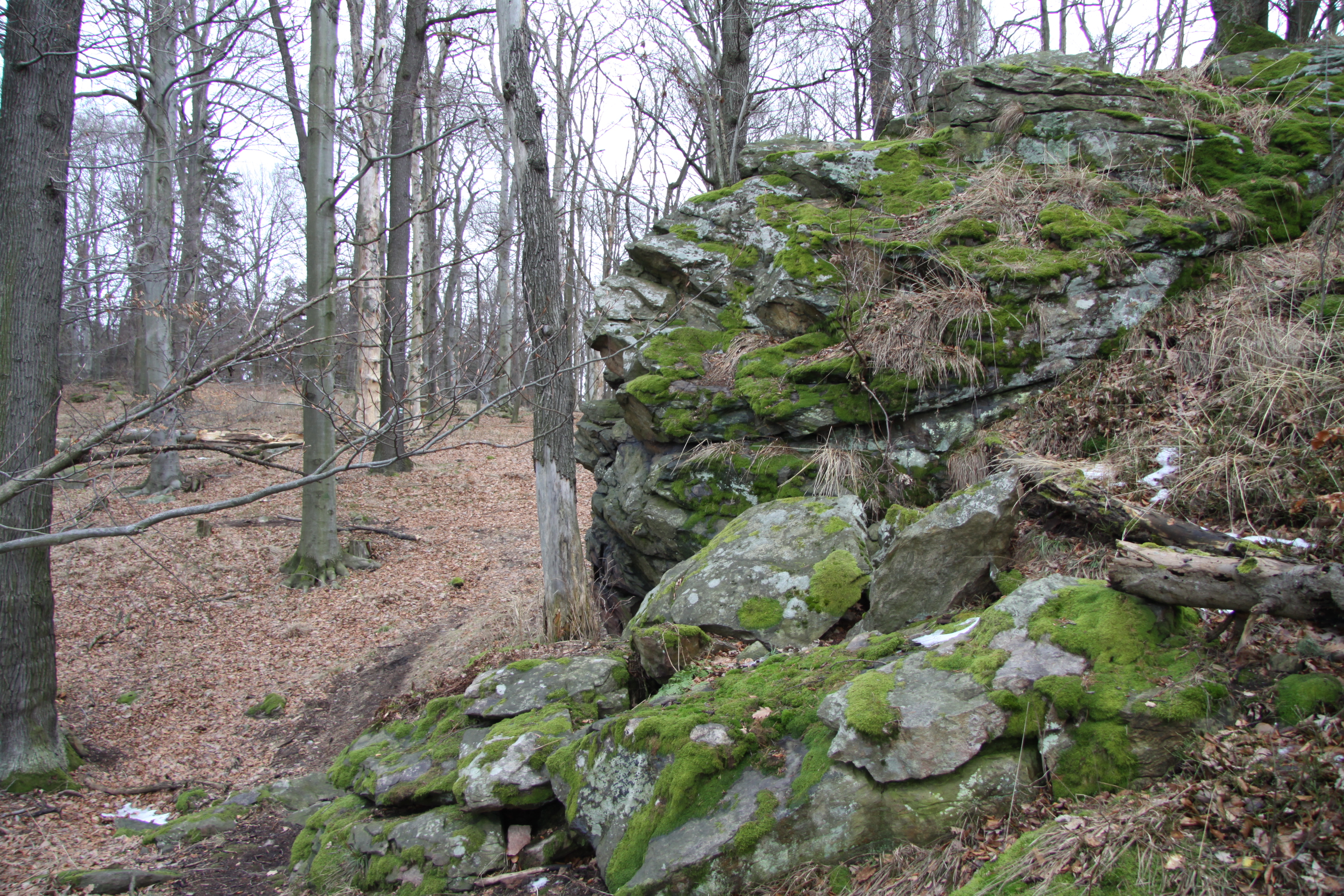
Skalní výchoz ve vrcholové partii přírodní rezervace

Podloží rezervace je tvořeno přeměněnou horninou v podobě biotitického až silimanit-biotitického migmatitu flebit-stromatitového typu a leukokratním migmatitem, nicméně v oblasti skalních výchozů vrcholové partie vystupuje na povrch úzký pruh žilné žuly. V místech, kde skála vystupuje na povrch, se nachází i tzv. pseudokras, tedy pukliny nekrasového původu. Z geologického pohledu horniny na lokalitě spadají do skupiny šumavského moldanubika proterozoického stáří.
Geomorfologicky spadá 667 metrů vysoký vrch Hrad do celku Šumavské podhůří, podcelku Bavorovská vrchovina, okrsku Netonická vrchovina, podokrsku Drahonická vrchovina a do její Hradské části. Vrch Hrad je nejvyšším vrcholem Drahonické vrchoviny. Na vrcholové partii obou vrchů se nachází výrazné mrazové sruby a pod vrcholky pak suťová pole, které vznikly jako výsledek mrazového zvětrávání. Tato suťová pole jsou pod svahy zazemněná.

### Půdy, podnebí a vodstvo
Půdní profil je zde reprezentován kambizemí mezotrofní až kambizemí eutrofní. V místech, kde jsou příkré skalnaté svahy, se nachází ranker kambizemní a ranker typický.
Oblast spadá do území s mírně teplým klimatem. Celá oblast vrchu Hrad je bohatá na vodu, o čemž svědčí různé povrchové pozůstatky. Dříve se zde musela vyskytovat celá řada pramenů, potoků a tůní. Do dneška je voda odsud využívána v okolních obcích. Území odvodňuje řeka Blanice.

### Mykologie

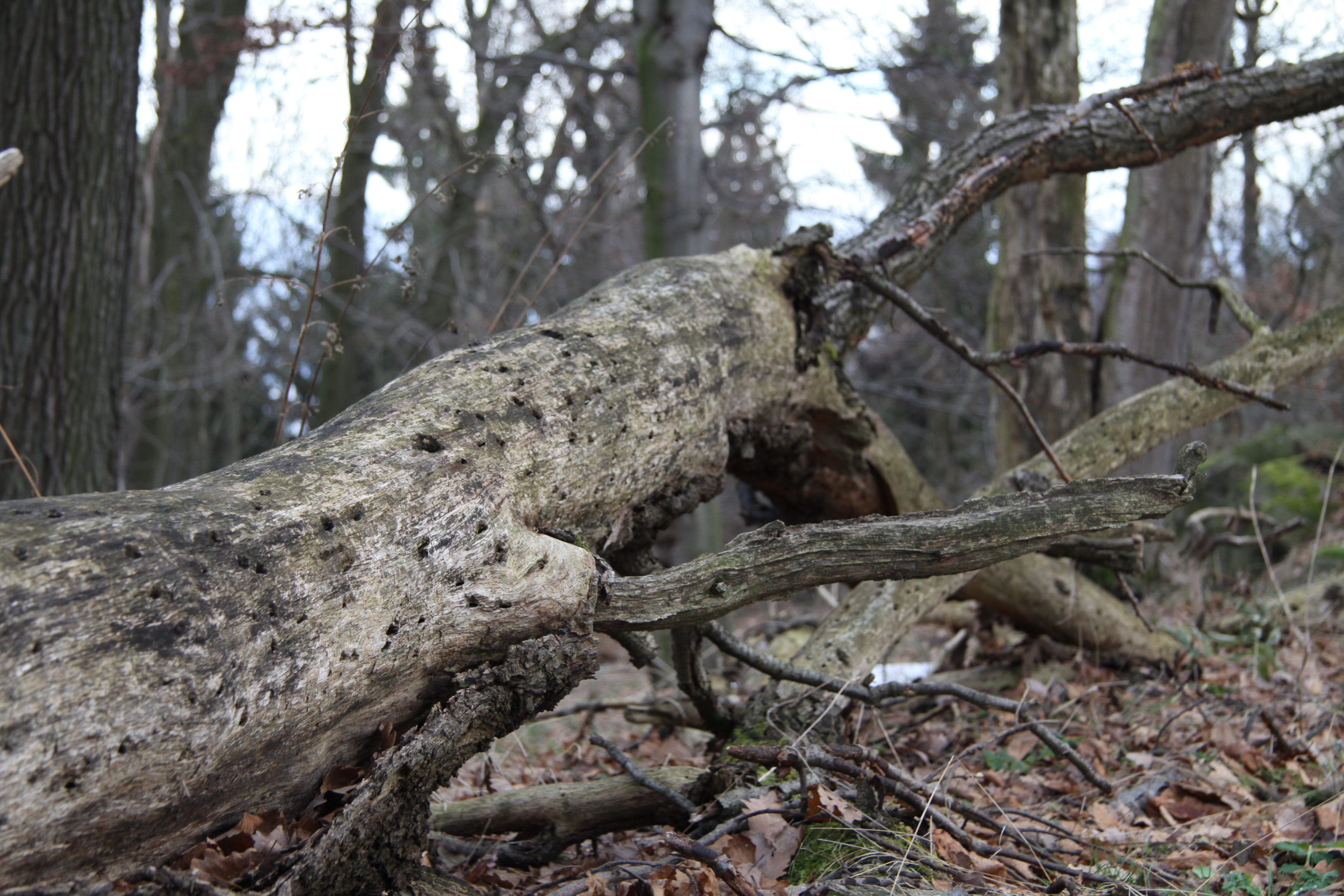
Staré odumírající a tlející dřevo je hostitelem nejenom dřevokazných hub, ale také hmyzu

S ohledem na výskyt množství starých stromů na území rezervace, se zde vyskytuje množství dřevokazných hub, případně mykorrhizních druhů, napadajících odumírající stromy. Na druhou stranu výzkum houbových patogenů neodhalil jejich abnormální výskyt. Byly zde například pozorováni zástupci těchto druhů: ohňovec Hartigův (Phellinus hartigii) rostoucí na jedli, či troudnatec kopytový (Fomes fomentarius) a nebo na buku rostoucí outkovky a pevníky.

### Flora
Samotný vrch Hrad je porostlý převážně smrkovou monokulturou. Nicméně cenné přirozené lesní porosty pokrývají západní vrcholovou část (včetně prostoru prehistorického hradiště) a východní kulminační část, která tvoří jádro rezervace. Ploché hřbety a mírnější jižně orientované svahy obou vrcholů jsou kryté převážně listnatými porosty s převahou až 130 až 170 let starých buků, které mají charakter acidofilních bučin až bukových doubrav s přechody ke květnatým bučinám rostoucích na silikátovém podkladu. Na celkové rozloze rezervace toto společenstvo zabírá okolo 45 % rozlohy, tedy přibližně 13,8 ha. Stromové patro tohoto svazu je tvořeno převážně bukem lesním (Fagus sylvatica) a lípou malolistou (Tilia cordata). Nicméně vyskytuje se zde i jako významný příměs jedle bělokorá (Abies alba) a smrk ztepilý (Picea abies). Na některých místech roste i borovice lesní (Pinus sylvestris), ojediněle lípa velkolistá (Tilia platyphyllos), javor klen (Acer pseudoplatanus), javor mléč (Acer platanoides), jilm horský (Ulmus glabra), dub zimní a dub letní (Quercus robur). Pod stromovým patrem rostou v keřovém patře zástupci bezu hroznatého a přirozeně se zmlazující porost stromového patra. Bylinné patro bučiny osidlují převážně stínomilné druhy jako například sasanka pryskyřníkovitá (Anemone ranunculoides), vikev hrachovitá (Vicia pisiformis), kostřava různolistá (Festuca heterophylla), orlíček planý (Aquilegia vulgaris) či lilie zlatohlavá (Lilium martagon).

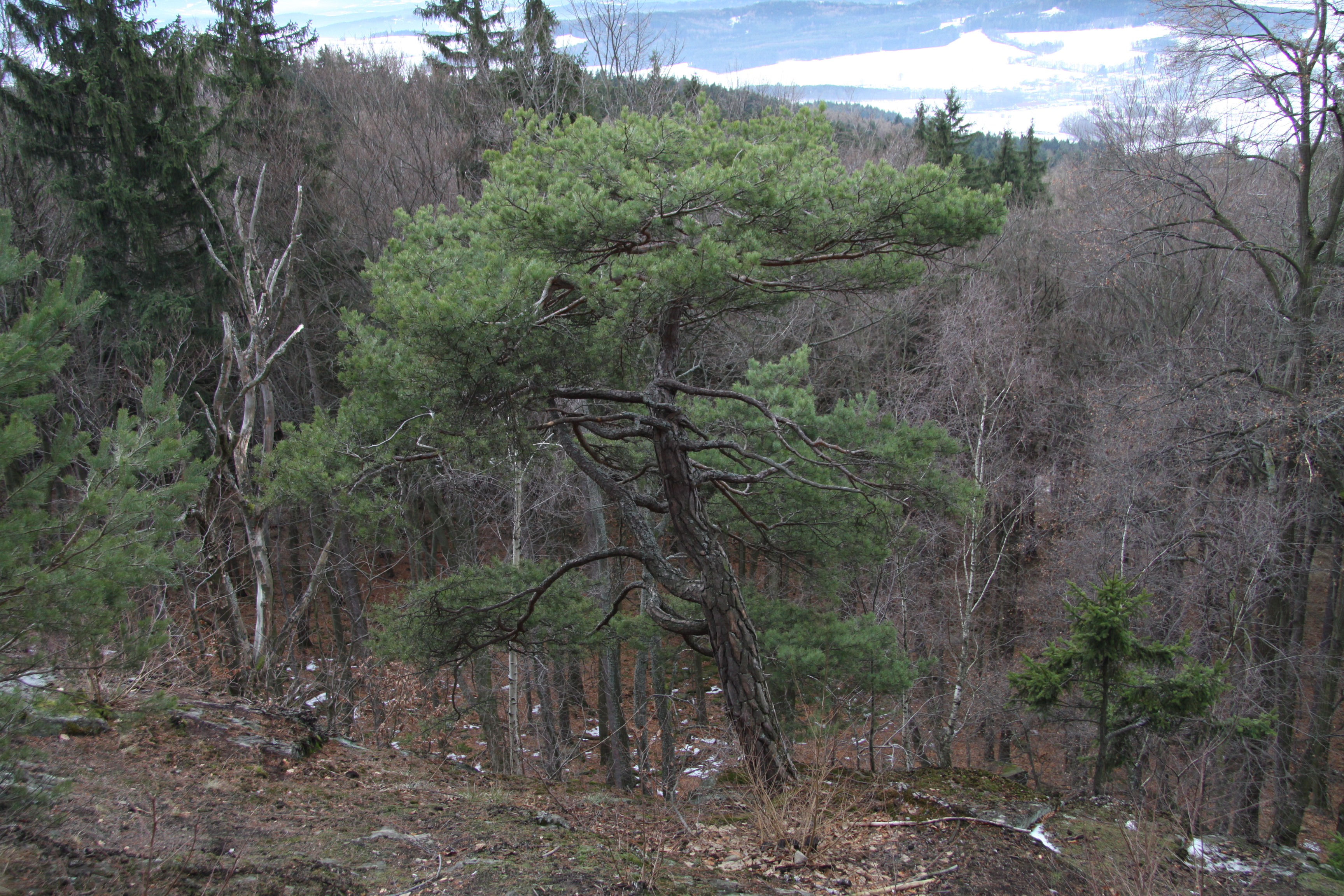
Borovice lesní rostoucí na suťovém poli

Na úpatí skalních stupňů a balvanitých sutí jsou vytvořeny netypické a plošně nepatrné fragmenty suťového lesa celkově zabírající 12 % rezervace, tedy 3,7 ha. Na jihozápadním strmém srázu západního vrcholu je dochován fragment acidofilního reliktního boru. V historii byly v západní části rezervace vysazovány nepůvodní druhy stromů, konkrétně se jednalo o dub červený (Quercus rubra), douglasku tisolistou (Pseudotsuga menziesii) a o modřín opadavý (Larix decidua). Nepůvodní lesní kultury s jehličnany zabírají v chráněném území přibližně 30 %, tedy přibližně 9,25 ha.

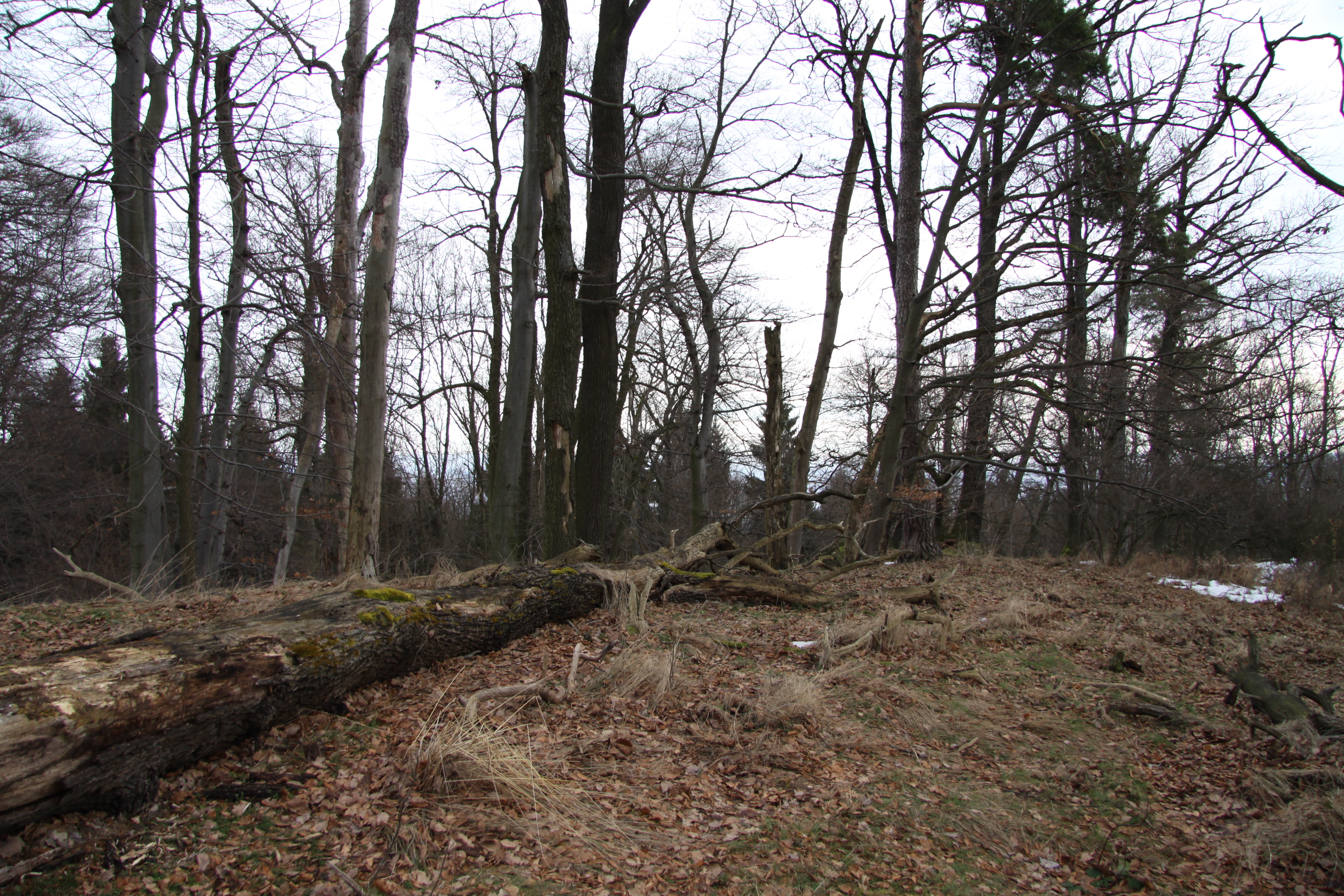
Vrchol Kola se starým listnatým porostem

Z druhů rostlin se zde vyskytuje např. zimostrázek alpský (Polygala chamaebuxus), samorostlík klasnatý (Actaea spicata), jilm horský (Ulmus glabra), růže alpská (Rosa pendulina), hrachor černý (Lathyrus niger), jedle bělokorá (Abies alba), jilm drsný (Ulmus glabra), kruštík široký pravý, růže Sherardova (Rosa sherardii) . Dále zde roste v podrostu listnatých lesů pšeníčko rozkladité (Milium effusum), svízel vonný (Galium odoratum), pitulník horský (Galeobdolon montanum), plicník tmavý (Pulmonaria obscura), bažanka vytrvalá (Mercurialis perennis), ostřice lesní (Carex sylvatica), vikev lesní (Vicia sylvatica), sveřep Benekenův (Bromus benekenii), samorostlík klasnatý (Actaea spicata), věsenka nachová (Prenanthes purpurea), kapraď rozložená (Dryopteris dilatata), česnáček lékařský (Alliaria petiolata), třtina rákosovitá (Calamagrostis arundinacea), bika bělavá (Luzula luzuloides), šťavel kyselý (Oxalis acetosella), metlička křivolaká (Avenella flexuosa), černýš luční (Melampyrum pratense), hrachor jarní (Lathyrus vernus), svízel lesní (Galium sylvaticum), jaterník podléška (Hepatica nobilis), kokořík vonný (Polygonatum odoratum), kokořík mnohokvětý (Polygonatum multiflorum) či kostřava různolistá (Festuca heterophylla). V místech s větším výskytem borovice roste brusnice borůvka (Vaccinium myrtillus), brusnice brusinka (Vaccinium vitis-idaea), kostřava ovčí (Festuca ovina), smolnička obecná (Lychnis viscaria), silenka nicí (Silene nutans) a skalní výchozy porůstá zástupce lišejníků pupkovka puchýřnatá (Umbilicaria pustulata).

### Fauna

#### Bezobratlí

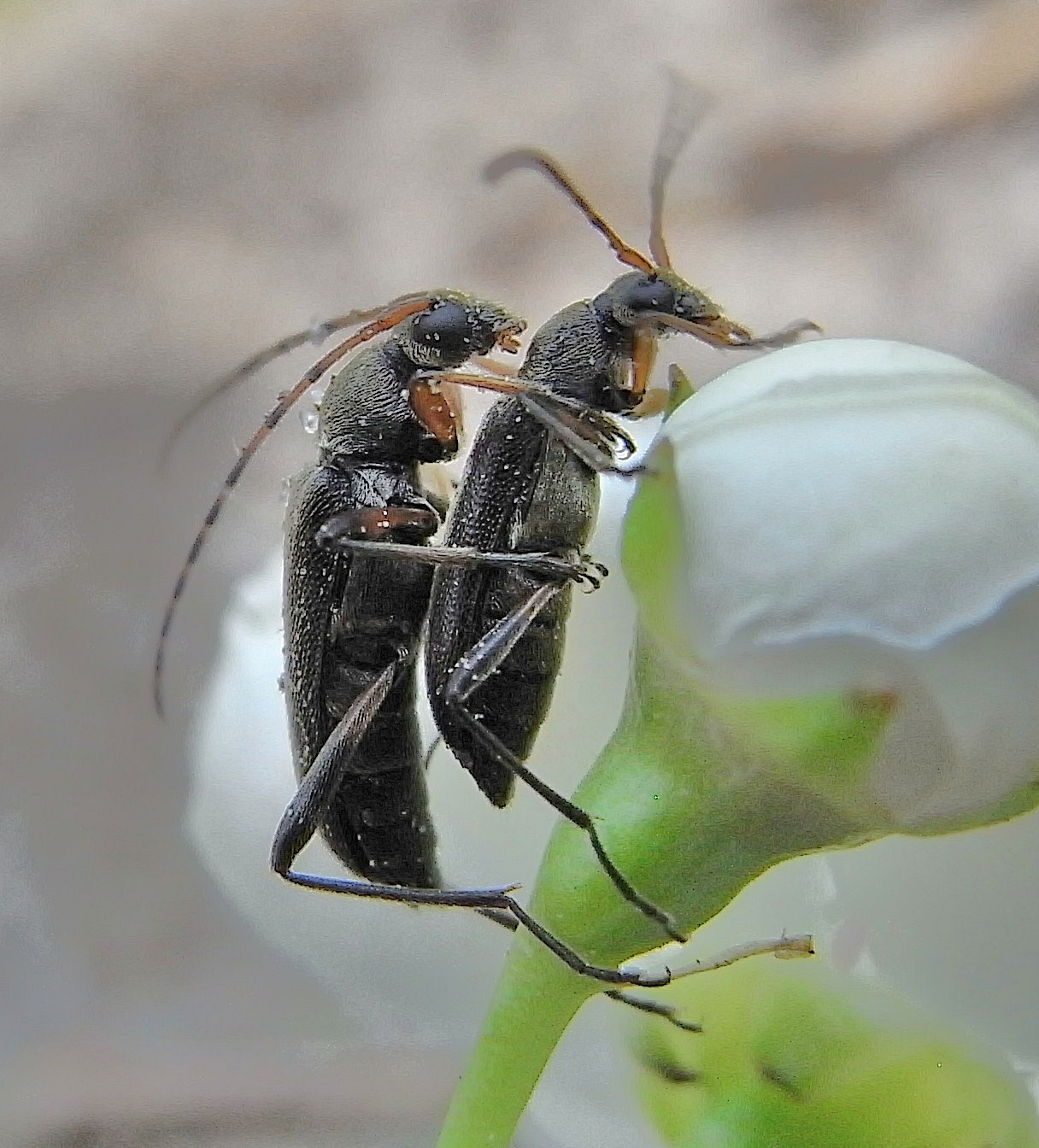
Dvojice tesaříků Grammoptera ruficornis

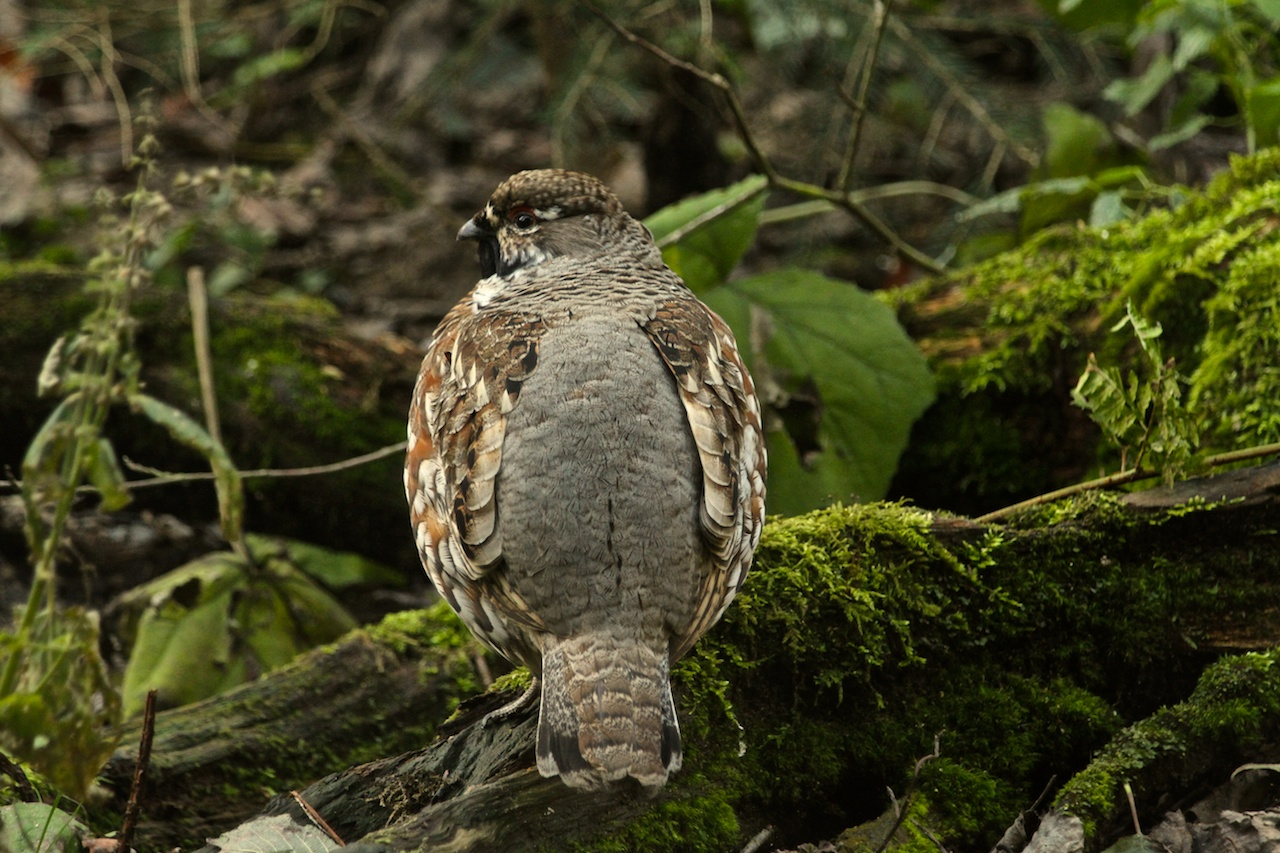
Na lokalitě se vyskytuje i jeřábek lesní (Bonasa bonasia)

Území přírodní rezervace osidlují zástupci brouků, kteří jsou charakterističtí pro původní listnaté lesy. Jedná se například o tesaříka Grammoptera ruficornis, zástupce lesknáčků Epuraea variegata, luskokaza Bruchus sibiricus. Ze zástupců hmyzu se zde vyskytují například vzácné Mycetophila miki a Zygomyia pictipennis reprezentující zástupce bedlobytky, které byly na území Čech objeveny právě zde a jsou známy pouze z této lokality. Dále je zde možné spatřit zástupce květilky Mycophaga testacea.

#### Obratlovci
Na lokalitě se nachází hnízdiště dvou významných zástupců sov, jedná se o výra velkého (Bubo bubo), a kulíška nejmenšího (Glaucidium passerinum). V 90. letech 20. století zde byl pozorován silně ohrožený jeřábek lesní (Bonasa bonasia) v početnosti 1 až 2 párů. Jeho pozorování se ale nepovedlo v roce 2007 zopakovat. Jeho výskyt na lokalitě je poměrně vzdálen od souvislého areálu jeho výskytu na Šumavě. Dále zde byl pozorován lejsek malý (Ficedula parva), holub doupňák (Columba oenas), krkavec velký (Corvus corax) a ořešník kropenatý (Nucifraga caryocatactes). Pozorováno zde bylo hnízdění šoupálka krátkoprstého (Certhia brachydactyla), puštíka obecného (Strix aluco) a nepravidelně i čápa černého (Ciconia nigra).
Ze zástupců savců je ve zdrojích dohledatelný výskyt prasete divokého (Sus scrofa), nicméně s ohledem na charakter lesa a jeho umístění lze předpokládat obvyklou skladbu druhů.

## Ochrana

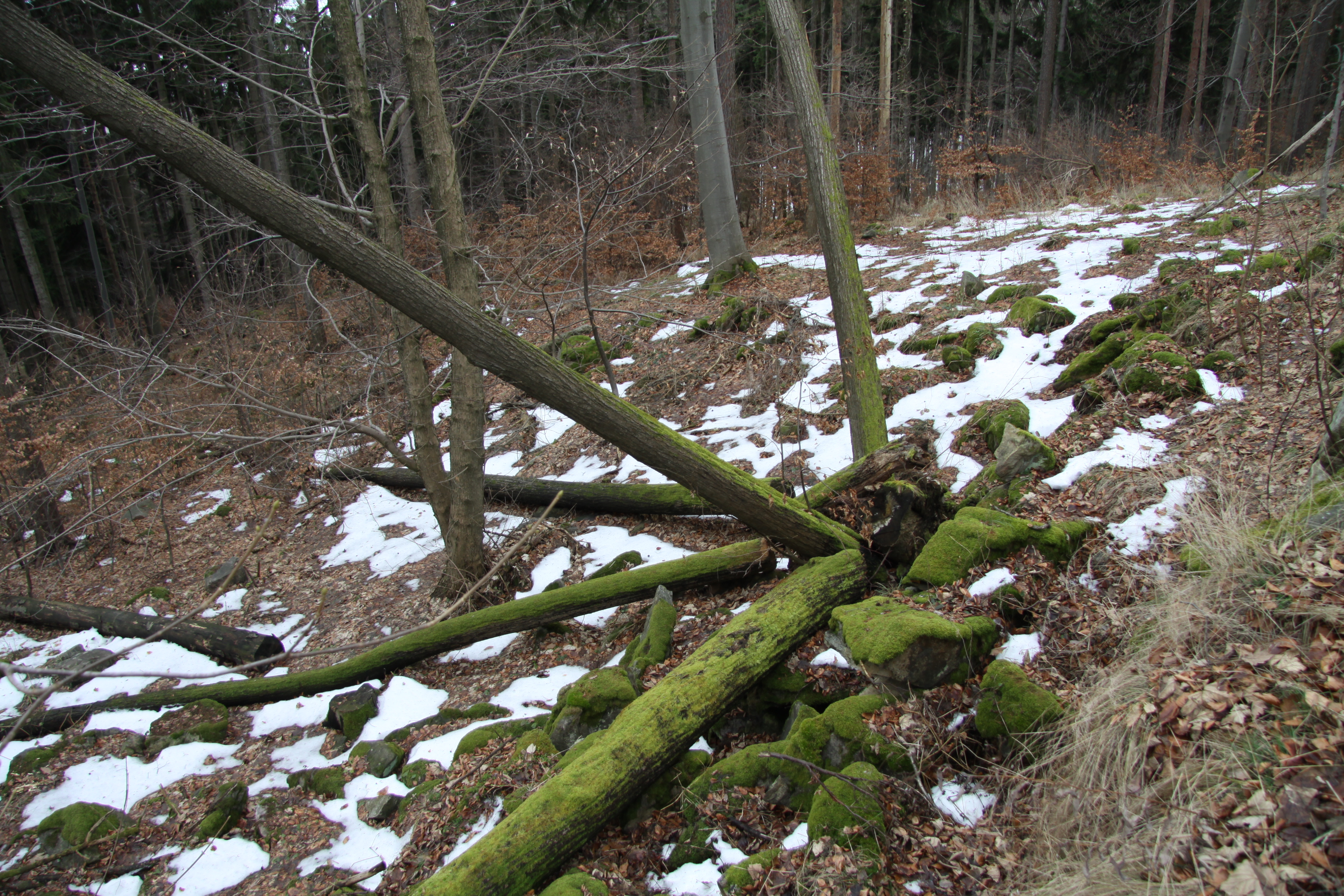
Na lokalitě dochází k samovolnému zmlazování listnatého porostu

Oblast přírodní rezervace působí jako významné biocentrum regionálního významu tvořící kostru územního systému ekologické stability krajiny. V rámci péče o území panuje snaha transformovat kulturní lesní porosty na les přirozeného složení, který by se podobal původním bučinám rostoucí na lokalitě v minulosti. Tedy změnit složení dřevin ze současných porostů, ve kterých převažují smrky a borovice na lesy s převahou dřevin přirozené skladby. V rámci této péče jsou prořezávány nežádoucí porosty v kulturní části lesa a podporu šíření listnatých stromů. S tím souvisí i největší nebezpečí pro lokalitu a tou je vysazování nevhodných dřevin na nově vzniklé holiny, jež by mohly změnit charakter lesa. Současně dlouhodobou snahou je zachovat druhovou rozmanitost, tedy komplex společenstev květnatých i acidofilních bučin.

## Turismus
Přístup na lokalitu vozidly je možný ze dvou směrů. První je po silnici I. třídy číslo 22 z obce Skočice a následně po místní komunikaci k začátku lesního porostu vrchu Hrad, kde se nachází závora. Odtud je pak nutno stoupat na vrch pěšky. Druhá varianta je po silnici II. třídy číslo 140 od Drahonic a pak pokračovat směrem k vrchu, nicméně i tato část cesty je přehrazena závorou.
Časté návštěvy turistů na lokalitě jsou zaznamenány do kmenů až 150 let starých buků v podobě vyřezaných vzkazů a podpisů do jejich kůry. Tyto vzkazy dokládají, že lokalita byla navštěvována již v dobách první Československé republiky, během druhé světové války i v druhé polovině 20. století. Do oblasti rezervace se dá dostat po značené zelené turistické cestě vedoucí z vlakové zastávky Pražák u Vodňan na autobusovou zastávku Albrechtice a nebo po červené turistické značce. Cesty vedou přes vrchol Hrad. Kromě těchto dvou stezek je do lokality možný přístup i po řadě lesních cest.